# نهر أبا
نهر أبا، هو نهر يمر في باراغواي والبرازيل. وهو رافد لنهر باراغواي، والذي بدوره هو رافد لنهر بارانا. يبدأ في جبال أمامباي بولاية ماتو غروسو دو سول البرازيلية. يشكل أبا جزءًا من الحدود بين باراجواي والبرازيل بدءًا من مدينتي بيلا فيستا نورتي وبيلا فيستا، وتتدفق روافده الأساسية من جهة اليمين، وأبرزها أنهار أرويو استريلا وأنهار بيرابوكو وكاراكول وبيرديدو التي تتدفق من سيرا دا بودوكوينا.